# Reto Ziegler
Reto Ziegler (Genève, 16 januari 1986) is een Zwitsers voetballer die bij voorkeur als linksback speelt. In maart 2005 debuteerde hij in het Zwitsers voetbalelftal.

## Clubcarrière
Zieglers profcarrière begon bij Servette FC, waarna hij via Lausanne Sports en Grasshoppers in de zomer van 2004 bij Tottenham Hotspur terechtkwam. In oktober 2004 maakte hij zijn debuut voor de Londense club, uit tegen Everton. Zijn enige goal voor de club scoorde hij in de thuiswedstrijd tegen juist Everton. In de zomer van 2005 werd hij uitgeleend aan Hamburger SV, maar hij kwam in januari 2006 weer terug nadat hij een marginaal aantal wedstrijden ingevallen was. Tottenham leende hem vervolgens weer uit aan Wigan Athletic FC en vervolgens aan Sampdoria, dat hem een vast contract aanbood. In juli 2011 verruilde hij transfervrij UC Sampdoria voor Juventus. Die club leende hem vervolgens uit aan Fenerbahçe SK, Lokomotiv Moskou en opnieuw Fenerbahçe. Tijdens het seizoen 2013/14 wordt hij uitgeleend aan het Italiaanse US Sassuolo. Van 2014 tot 2017 speelde Ziegler voor FC Sion. Eind september 2017 sloot hij aan bij FC Luzern. Tussen 2018 en 2020 speelde Ziegler in de Verenigde Staten voor FC Dallas. In 2021 ging hij voor FC Lugano spelen.

## Interlandcarrière
Reto Ziegler maakte zijn debuut in het Zwitsers voetbalelftal op 26 maart 2005 in een wedstrijd in het kwalificatietoernooi voor het wereldkampioenschap voetbal 2006 tegen Frankrijk (0–0). In de 69e minuut werd hij vervangen door Ludovic Magnin. In mei 2014 werd Ziegler door bondscoach Ottmar Hitzfeld opgenomen in de selectie voor het wereldkampioenschap voetbal 2014 in Brazilië.

## Clubstatistieken
| seizoen | club                    | competitie        | duels | goals |
| ------- | ----------------------- | ----------------- | ----- | ----- |
| 2002/03 | Grasshopper-Club Zürich | Axpo Super League | 10    | 0     |
| 2003/04 | Grasshopper-Club Zürich | Axpo Super League | 28    | 0     |
| 2004/05 | Grasshopper-Club Zürich | Axpo Super League | 3     | 0     |
| 2004/05 | Tottenham Hotspur FC    | Premier League    | 23    | 1     |
| 2005/06 | → Hamburger SV          | Bundesliga        | 8     | 0     |
| 2005/06 | → Wigan Athletic        | Premier League    | 10    | 0     |
| 2006/07 | Tottenham Hotspur FC    | Premier League    | 1     | 0     |
| 2006/07 | → UC Sampdoria          | Serie A           | 15    | 1     |
| 2007/08 | → UC Sampdoria          | Serie A           | 20    | 0     |
| 2008/09 | → UC Sampdoria          | Serie A           | 22    | 0     |
| 2009/10 | → UC Sampdoria          | Serie A           | 37    | 2     |
| 2010/11 | → UC Sampdoria          | Serie A           | 34    | 1     |
| 2011/12 | Juventus                | Serie A           | 0     | 0     |
| 2011/12 | → Fenerbahçe            | Süper Lig         | 38    | 1     |
| 2012/13 | → Lokomotiv Moskou      | Premjer-Liga      | 6     | 0     |
| 2012/13 | → Fenerbahçe SK         | Süper Lig         | 7     | 0     |
| 2013/14 | US Sassuolo             | Serie A           | 17    | 0     |
| 2014/15 | FC Sion                 | Axpo Super League | 17    | 1     |
| Totaal  | Totaal                  | Totaal            | 296   | 7     |

Bijgewerkt op 18 juli 2015.